# Сыалахская культура
Сыалахская культура — ранненеолитическая культура Восточной Сибири. Сформировалась в бассейне средней Лены в V—IV тыс. до н. э., как полагают, в результате миграции племён из Забайкалья, которые ассимилировали местную сумнагинскую культуру. Своё название культура получила по названию озера Сыала́х, расположенному в 90 км от Жиганска. Первые археологические раскопки в этой местности проведены под руководством А. П. Окладникова в 1940-х годах. Для сыалахской культуры получены калиброванные даты 6820—5440 лет назад.

## Материальная культура
На стоянках носителей сыалахской культуры впервые появляются серийные типы шлифованных каменных орудий и керамика (обожженная глиняная посуда с характерным сетчатым рисунком), костяные гарпуны, лук и стрелы. Глиняные сосуды характеризуются яйцевидной формы имеют округлое донышко. Известны более 50 стоянок сыалахской культуры. В изобразительном искусстве центральное место занимает лось, что отражает мифологические представления. 

## Антропология
Согласно данным лингвистики наиболее вероятным представляется гипотеза о том, что представители данной культуры говорили на дене-енисейских языках.